# Capnobotes
Capnobotes is een geslacht van rechtvleugeligen uit de familie sabelsprinkhanen (Tettigoniidae). De wetenschappelijke naam van dit geslacht is voor het eerst geldig gepubliceerd in 1897 door Scudder.

## Soorten
Het geslacht Capnobotes omvat de volgende soorten:
- Capnobotes arizonensis Rehn, 1904
- Capnobotes attenuatus Rentz & Birchim, 1968
- Capnobotes bruneri Scudder, 1897
- Capnobotes fuliginosus Thomas, 1872
- Capnobotes granti Rentz & Birchim, 1968
- Capnobotes imperfectus Rehn, 1900
- Capnobotes occidentalis Thomas, 1872
- Capnobotes spatulatus Rentz & Birchim, 1968
- Capnobotes unodontus Rentz & Birchim, 1968